# Waltham (Québec)
Pour les articles homonymes, voir Waltham.
Waltham est une municipalité du Québec, située dans la MRC de Pontiac dans l'Outaouais.

## Démographie
| 1991 | 1996 | 2001 | 2006 | 2011 | 2016 | 2021 |
| ---- | ---- | ---- | ---- | ---- | ---- | ---- |
| 466  | 496  | 425  | 360  | 384  | 378  | 387  |

## Administration
Les élections municipales se font en bloc pour le maire et les six conseillers.
| Waltham Maires depuis 2001                                                                                           |                |         |          |
| Élection | Maire          | Qualité | Résultat |
| 2001 | Paul Ryan      |         | Voir     |
| 2005 | Paul Ryan      | Voir    |          |
| n/d | Wayne Venne    |         | Voir     |
| 2009 | Garry Marchand |         | Voir     |
| 2013 | Garry Marchand | Voir    |          |
| 2015 | David Rochon   |         | Voir     |
| 2017 | David Rochon   | Voir    |          |
| 2021 | Odette Godin   |         | Voir     |
| Élection partielle en italique Depuis 2005, les élections sont simultanées dans toutes les municipalités québécoises |                |         |          |

## Galerie photos
|  |